# Eönwë
Eönwë je postava J. R. R. Tolkiena objevující se především v knize Silmarillion.
Eönwë je jedním z Maiar, a jedním z těch, kteří dobrovolně vstoupili na Ardu. Jako takový je společně s Ilmarë největší valinorský Maia, a jeho sílu ve zbrani nikdo v Ardě nepřekoná. Je praporečníkem Manwëho. Jeho nejdůležitější úlohou je přivítání Eärendila, když dosáhl břehů Amanu, kde ho pozdravil Eönwë ve chvíli, kdy se chtěl Eärendil vrátit zpět do Středozemě. Poté Valar vyhlásili Morgothovi válku, která se nazývá Velká válka a Válka hněvu. Eönwë jako nejsilnější a nejlepší bojovník Ardy byl kapitánem celého vojska Valar, které pochodovalo pod bílými praporci, a když doplulo do Středozemě, obloha se ozvučila Eönwëho trubkami. Morgoth byl v této válce svržen, Eönwë si vzal na starost silmarily z Morgothovy koruny a Morgoth sám byl vystrčen za Hradby noci. Před Eönwëm prosil za odpuštění Sauron zdrcený pádem Morgotha, ale Eönwë nemohl odpustit bytosti vlastního řádu, řádu Maiar, a nakázal mu odejít do Amanu před Valar. Také nechal naživu dva syny Feänora, kteří ukradli v noci z tábora silmarily.
Ve Druhém věku přišel Eönwë mezi Númenorejce a učil je velikému poznání.